# Егон Вух
Егон Вух (чеськ. Egon Vůch, нар. 1 лютого 1991, Пльзень) — чеський футболіст, півзахисник.

## Клубна кар'єра
Народився 1 лютого 1991 року в місті Пльзень. У дорослому футболі дебютував 2011 року виступами за команду «Тепліце», в якій провів чотири сезони, взявши участь у 88 матчах чемпіонату. Більшість часу, проведеного у складі «Тепліце», був основним гравцем команди.
2015 року Вух перейшов у «Вікторію» (Пльзень). У сезоні 2015/16 він допоміг «Вікторії» здобути чемпіонський титул. У січні 2016 року Егон пішов в оренду до клубу «Слован» (Ліберець), де провів півтора роки.
У червні 2017 року став гравцем казахстанського клубу «Тобол» (Костанай). 22 жовтня оформив перший хет-трик у кар'єрі у ворота кокшетауського «Окжетпесу». Всього в сезоні 2017 року зіграв за «Тобол» 12 матчів і забив 3 голи, і віддав 1 гольову передачу.
У сезоні 2018 року грав за іншу місцеву команду «Шахтар» (Караганда), де зіграв 23 матчі, забив 2 голи і віддав 4 гольові передачі.
У лютому 2019 року підписав контракт до літа 2020 року з чеським клубом «Пршибрам», але основним гравцем не став тому влітку перейшов у клуб «Їскра» (Домажліце).
У першій половині 2020 року грав у другому дивізіоні за «Вікторію» (Жижков), після чого повернувся у «Їскру». Влітку 2023 року перебрався до Австрії, де грав за нижчолігові клуби «Прегартен» та «Ретц». У 2024 році став гравцем чеського аматорського клубу «Бржаси».

## Виступи за збірну
Протягом 2012—2013 років залучався до складу молодіжної збірної Чехії. На молодіжному рівні зіграв у 4 офіційних матчах.

## Титули і досягнення
- Чемпіон Чехії (1):

«Вікторія» (Пльзень): 2015/16
- Володар Суперкубка Чехії (1):

«Вікторія» (Пльзень): 2015